# Mjölby gravkapell
Mjölby gravkapell är en kyrkobyggnad i Mjölby församling i Linköpings stift och ligger i tätorten Mjölby.

## Historik
Mjölby gravkapell ritades 1899 av arkitekten Johan Lagerström. Gravkapellet byggdes ut 1937 efter ritningar av Eric E. Gustafsson, Mjölby. Elvärme installerades och elektriska lampetter sattes dit. En orgelläktare byggdes över entrén. År 1962 tillbyggdes kapellet efter ritningar av byggnadsingenjör Erik Persson på Johannes Dahl arkitektfirma, Tranås. Samma år fick kapellet glasmosaik i koret som utfördes av Elis Lundquist, Huskvarna. 1993 byggdes ett inlastningsrum som ritades av Börje Mathiasson på Arkitektkontor AB, Linköping.

## Orgel
Orgeln med 6 stämmor är byggd av Åkerman & Lunds nya orgelfabriks aktiebolag i Knivsta.[källa behövs]
Disposition:[källa behövs]
| Manual C-g3     | Pedal C-d1 | Koppel |
| Gedackt 8’      | Subbas 16’ | I/P    |
| Rörflöjt 4’     |            |        |
| Gedacktflöjt 2’ |            |        |
| Principal 2’    |            |        |
| Oktava 1’       |            |        |

## Bilder

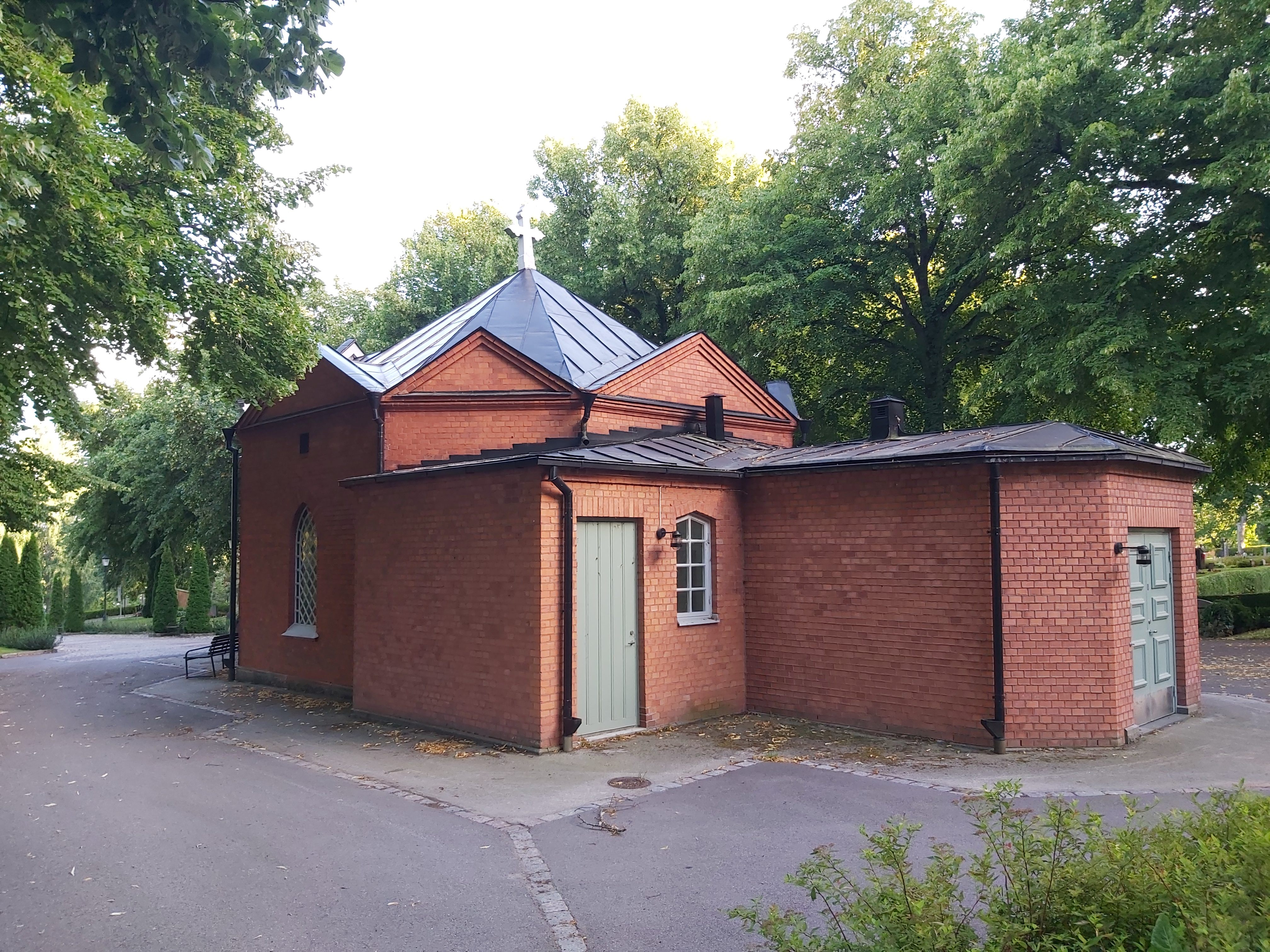
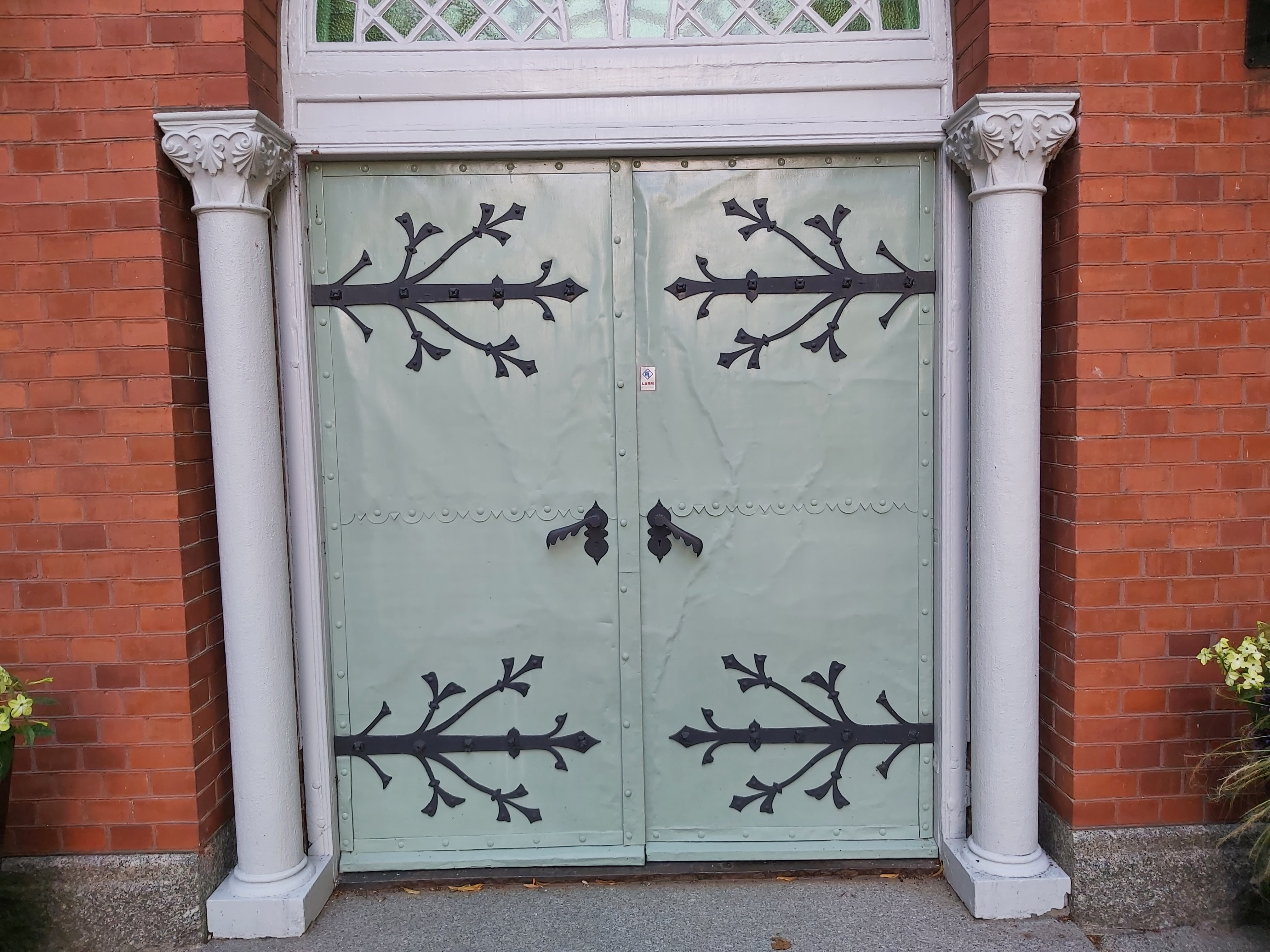
Porten.
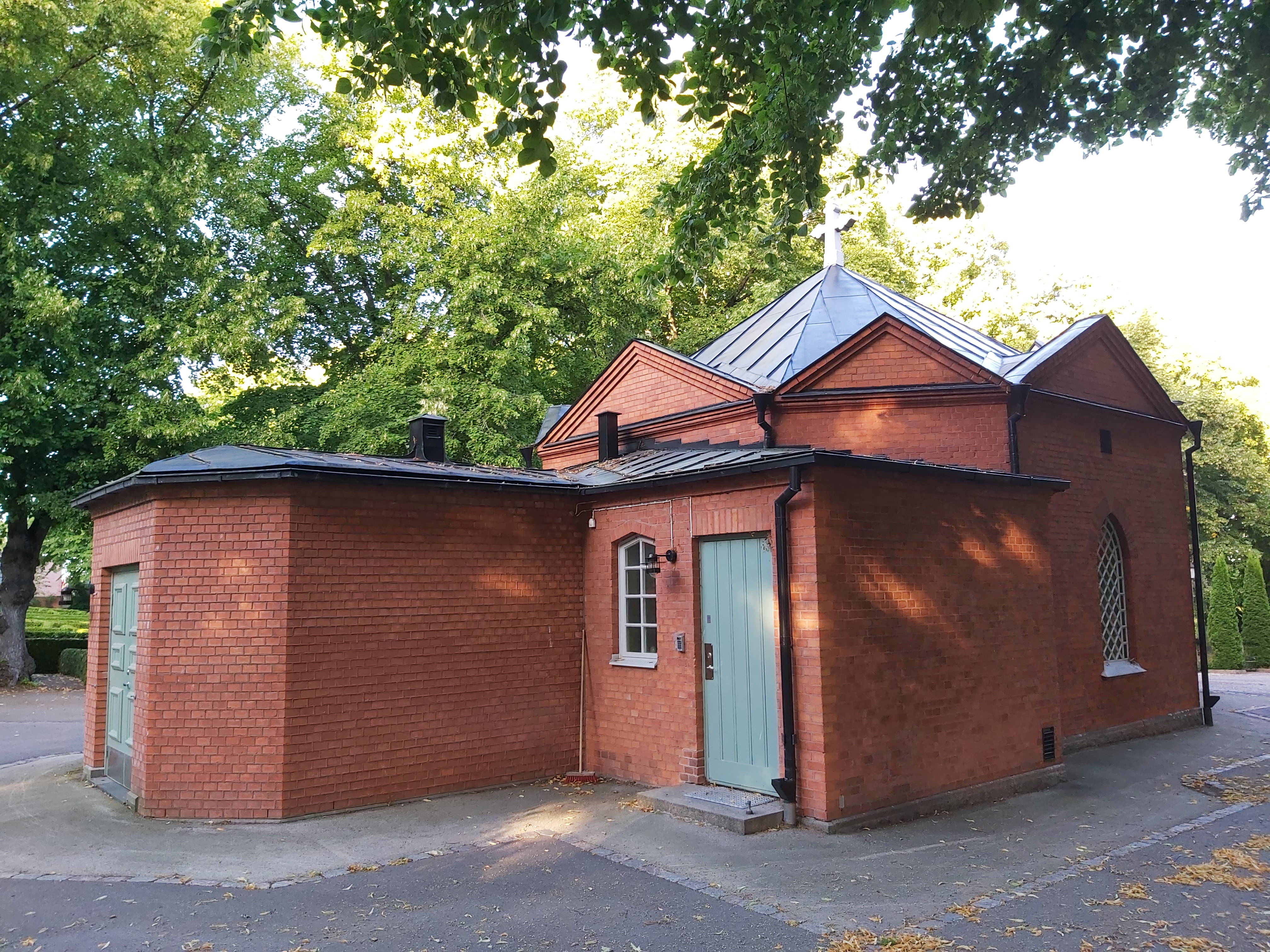
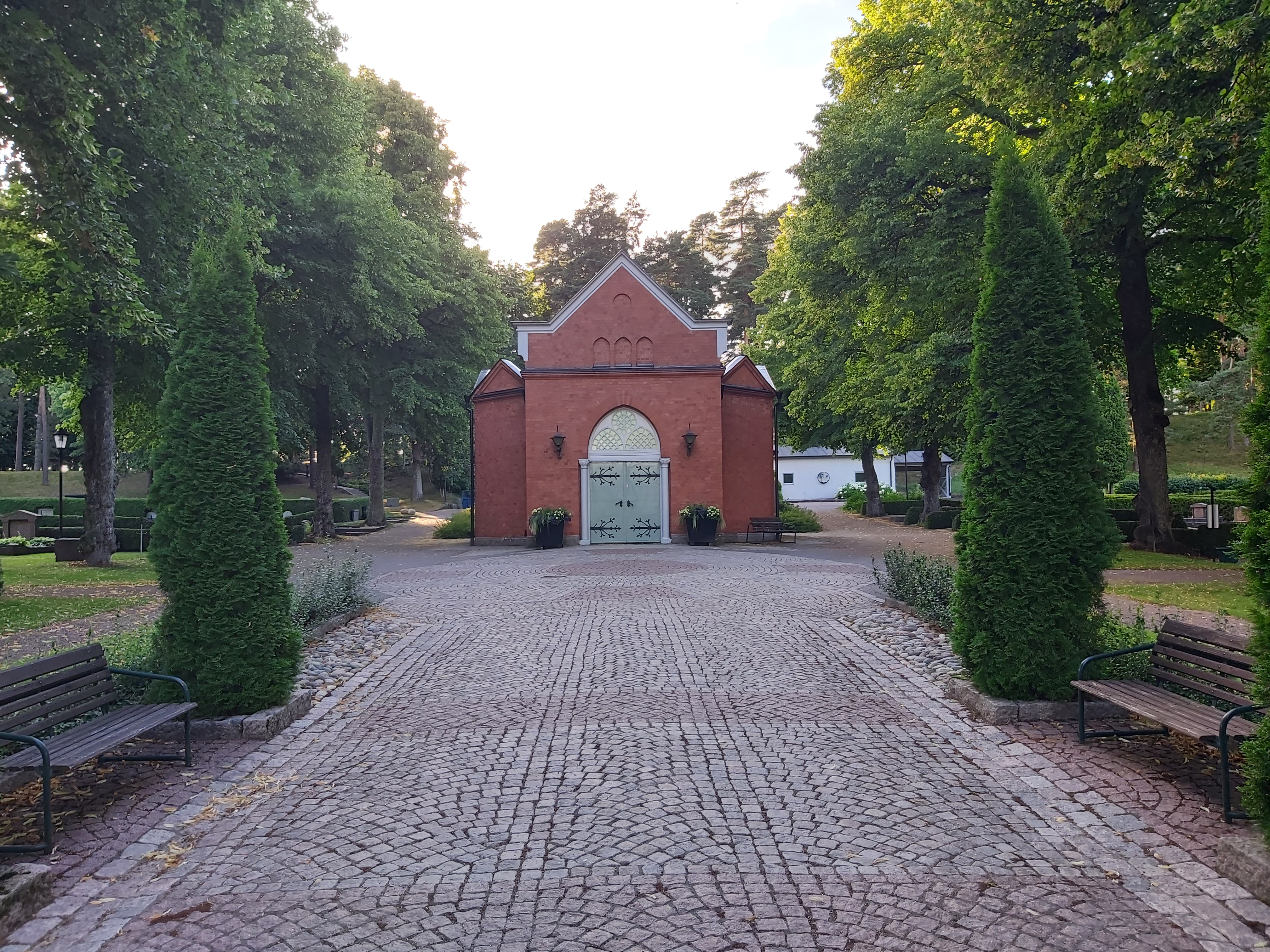
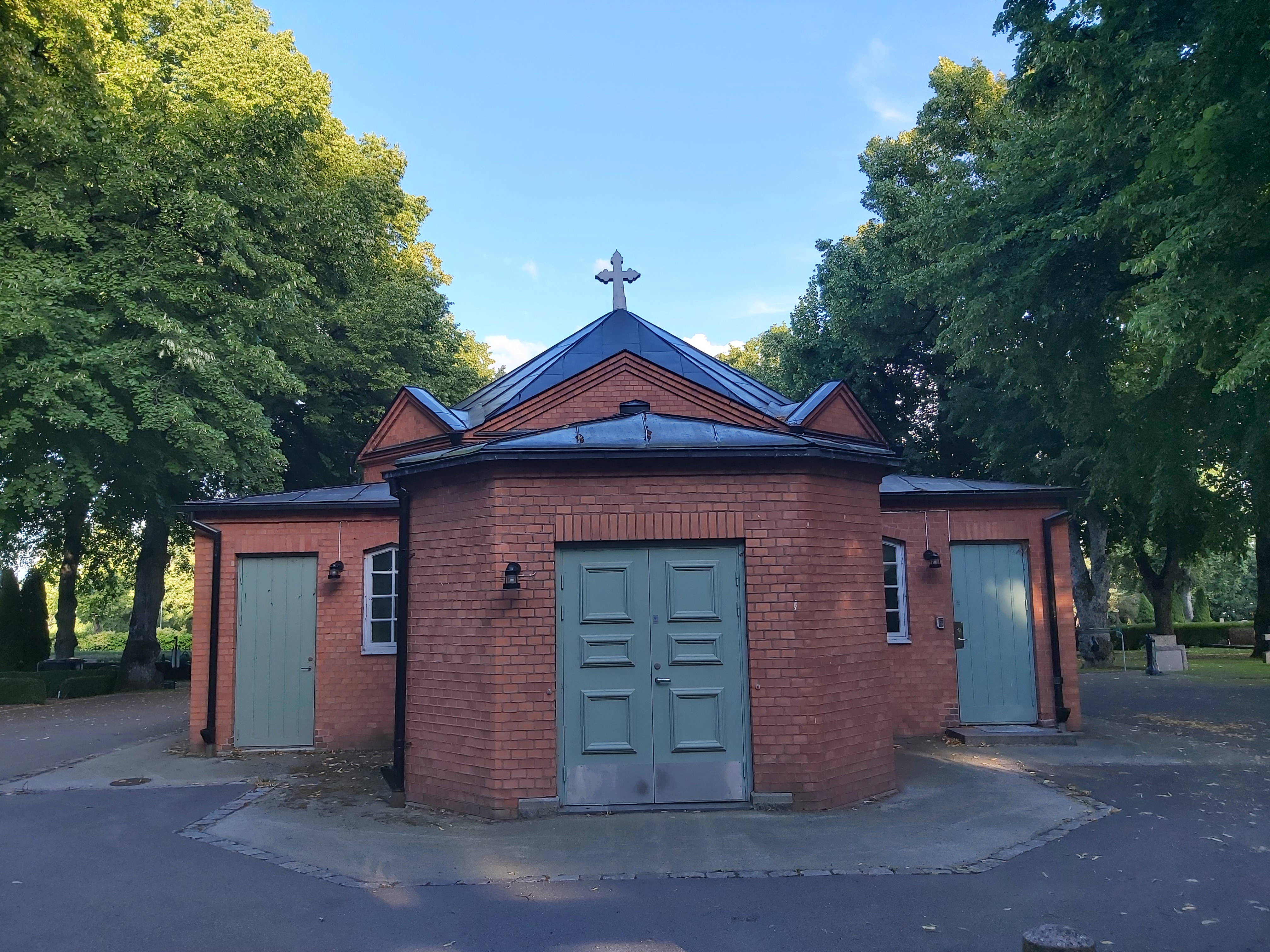
Baksidan.